# Прудентов
Прудентов — хутор в Палласовском районе Волгоградской области, административный центр Революционного сельского поселения.
Население — 997 (2010)

## История
Дата основания неизвестна.
С 1928 года — в составе Николаевского района Камышинского округа (округ упразднён в 1930 году) Нижневолжского края (с 1934 года — Сталинградский край). Хутор относился к Гончаровскому сельсовету. В 1935 году включён в состав Кайсацкого района (с 1936 года — район в составе Сталинградской области).
В 1933 году был организован военный мясосовхоз «Революционный путь» с центром в хуторе Прудентов. Перед войной в хуторе проживали русские, казахи и около 20-ти семей немцев. 28 августа 1941 года был издан Указ Президиума ВС СССР о переселении немцев, проживающих в районах Поволжья, немецкое население депортировано.

В период Великой Отечественной войны на территорию поселения был эвакуирован совхоз из Ростовской области, также на территории поселения аэродром, летная часть.
В 1949 году часть земель совхоза «Революционный путь» попала в зону строительства специального полигона. В результате часть хуторов, отделений совхоза были ликвидированы, а люди переселены в другие населённые пункты. В 1950 году в связи с упразднением Кайсацкого района посёлок передан в состав Палласовского района.В 1970 году началось строительство оросительной системы, на территорию совхоза была подведена волжская вода, построен оросительный участок, однако вследствие ошибок, допущенных при проектировании, оросительный участок был заброшен.

## Физико-географическая характеристика
Посёлок расположен в пределах Прикаспийской низменности, на высоте около 25 метров над уровнем моря. Почвы — солонцы луговатые (полугидроморфные)
У посёлка проходит автодорога Быково — Кайсацкое. По автомобильным дорогам расстояние до районного центра города Палласовка — 88 км, до областного центра города Волгоград — 210 км. Ближайшая железнодорожная станция Кайсацкая Приволжской железной дороги расположена в селе Кайсацкое в 49 км к востоку.
Климат
Климат континентальный (согласно классификации климатов Кёппена — Dfa)
Среднегодовая температура положительная и составляет + 7,6 °C, средняя температура самого холодного месяца января — 9,2 °C, самого жаркого месяца июля + 23,9 °C. Многолетняя норма осадков — 337 мм. В течение года осадки распределены примерно равномерно: наименьшее количество выпадает в марте 18 мм, наибольшее в июне 39 мм.
Часовой пояс
Прудентов, как и вся Волгоградская область, находится в часовой зоне МСК (московское время). Смещение применяемого времени относительно UTC составляет +3:00.

## Население
Динамика численности населения по годам:
| 1987 | 2002 |
| ---- | ---- |
| ≈950 | 1105 |

| 2010 |
| ---- |
| 997  |